# Pere Perelló i Nomdedéu
Pere Perelló i Nomdedéu (Palma, 1974) és un escriptor i poeta mallorquí llicenciat en Filosofia.

## Trajectòria
Als set anys descobrí una antologia de Miquel Costa i Llobera, fet que marcà profundament la seva vocació poètica. Més endavant, autors com Bartomeu Roselló-Pòrcel, William Blake o Friedrich Hölderlin resultaren clau en la seva evolució artística.
A l'Escola de Magisteri, de la mà de mestres com Antoni Artigues, va reprendre la consciència de la seva catalanitat i es va consolidar el seu gust per la poesia. A la Facultat de Filosofia i Lletres, els mestratges de Francesc Torres Marí i Juan Luís Vermal el varen iniciar en els vincles entre pensament i poesia.
Ha escrit sobre cultura, llibres i política a publicacions com l'Espira, Caràcters, Tribuna Mallorca, 40putes o Ara Balears. També coedità, amb Alícia Beltran, l'antologia de joves dones poetes Segle 21: Vint-i-una i una poetes... Des de 2019, cada divendres condueix l'espai radiofònic Bon dia poesia a Ona Mediterrània.

## Obra
- 1998: Requiescat in Pace (amb Carles Rebassa, Capaltard)
- 2004: La Llei (Editorial Moll)
- 2007: Els (in)continents eufòrics (amb Jaume C. Pons Alorda i Emili Sànchez-Rubio, Jújube)
- 2009: Hypnes (El Tall Editorial)
- 2010: Poltre(s) (Premi Ciutat de Palma, Editorial Moll)[4]
- 2012: Anatema (Edicions Documenta Balear)
- 2016: Cants llebrers (AdiA Edicions)
- 2018: Au ca, arruix! (Premi Carles Hac Mor, Editorial Fonoll)[5]
- 2021: Són ets i uts (Lleonard Muntaner Editor)[6]
- 2024: Aspra és la terra i altres poemes (Premi Mallorca, Editorial Galès)